# Kitti
Kitti  es un municipio de Estados Federados de Micronesia, en el estado de Ponapé, situado al sur del monte Nanlaud.

## Educación
El Departamento de Educación de Ponapé (en inglés: Pohnpei State Department of Education) es el encargado de las diferentes escuelas públicas del municipio, entre las que se encuentran:
- Nanpei Memorial High School[2]
- Enipein School[2]
- Nanpei Memorial Elementary School[2]
- Pehleng Elementary School[2]
- Rohi Elementary School[2]
- Salapwuk Elementary School[2]
- Seinwar Elementary School[2]
- Wone Elementary School[2]